# Yōji Yamada
Yōji Yamada (山田 洋次?, Yamada Yoji; Toyonaka, 13 settembre 1931) è un regista e sceneggiatore giapponese.

## Biografia
Nato a Toyonaka, nella prefettura di Osaka, figlio di un ingegnere che lavorava presso la Ferrovia della Manciuria meridionale, all'età di due anni Yamada fu costretto a trasferirsi a Dalian in Cina, dove - se si escludono pochi rientri in patria -, trascorse buona parte dell'infanzia e dell'adolescenza.
Due anni dopo la fine della seconda guerra mondiale, nel 1947, la famiglia Yamada tornò a vivere stabilmente in Giappone, a Ube nella prefettura di Yamagata, dove Yōji rimase dai 15 ai 18 anni di età.
Spinto dal desiderio di vivere a Tokyo, nel 1950 si trasferì nella capitale per iscriversi alla facoltà di Giurisprudenza dell'Università di Tokyo. Pur studiando con diligenza, Yamada capì presto di non essere interessato alla materia e frequentò le lezioni con scarsa regolarità; nonostante questo, riuscì a conseguire la laurea nel 1954.

## Carriera artistica

### I primi lavori
Dopo aver terminato gli studi, Yamada decise di intraprendere una carriera nel cinema. Nel 1954 riuscì a ottenere un posto nella storica Shochiku, una delle maggiori case di produzione e distribuzione cinematografica del Giappone. Inizialmente le sue mansioni erano di collaboratore alle sceneggiature, in seguito venne preso come assistente alla regia da Yoshitarō Nomura e Yasujirō Ozu, regista che ha influenzato molto il suo stile e del quale oggi viene considerato il maggiore erede.
La prima sceneggiatura scritta da Yamada risale al 1958, mentre la sua prima regia è del 1961 con Nikai no Tanin.

### La serie diTora-san
Per diverso tempo, Yamada è stato noto in Giappone e nel mondo per aver diretto una lunghissima serie di pellicole che va sotto il nome di Otoko wa tsurai yo (in italiano si può tradurre con "È dura essere un uomo"). Questi film hanno per protagonista Tora-san, un simpatico vagabondo sfortunato in amore, personaggio che ha accompagnato Yamada per 26 anni della sua carriera artistica.
Infatti, dal 1969 al 1995, il regista ha diretto ben 46 capitoli della serie sui 48 di cui è composta (non diresse solo il terzo e il quarto). Otoko wa tsurai yo, dopo la serie di pellicole di arti marziali di Wong Fei Hung, viene attualmente considerata la serie cinematografica più lunga della storia del Cinema.
La fortunata serie fu interrotta a causa dei problemi di salute del protagonista, Kiyoshi Atsumi, alla morte del quale Yamada decise di non proseguire, nemmeno per dare un finale che molti fan chiedevano. Nel 2018 si è però avviato un progetto per una pellicola celebrativa con uscita nel 2019, a 50 anni dal primo film della serie.

### DopoTora-san
Alla chiusura di Otoko wa tsurai yo, Yamada seppe andare oltre dirigendo altri film di successo come Il fazzoletto giallo (1977) e, soprattutto, la cosiddetta "Trilogia dei samurai" composta da Il crepuscolo del samurai (2002), Kakushi ken: Oni no tsume (2004) e Love and Honor (2006).
Nella sua lunghissima carriera ha ricevuto innumerevoli premi, soprattutto in patria, dove è uno dei registi più apprezzati dalla critica e dal pubblico. Ha presieduto il sindacato dei registi giapponesi ed è docente alla Università Ritsumeikan.

## Riconoscimenti
Nel 1972 è stato premiato con il Kikuchi Kan Prize, riservato a coloro che promuovono la cultura giapponese. Nel 2012 è stato insignito dell'Ordine della Cultura. Nel 2010 a Berlino ha ricevuto la Berlinale Kamera, premio onorifico per la sua carriera.
Il crepuscolo del samurai ricevette il numero record di 12 premi agli Awards of the Japanese Academy del 2002 e fu anche candidato all'Oscar al miglior film in lingua straniera l'anno seguente.

## Filmografia parziale

### Regista
- 1961 - Nikai no tanin (二階の他人)
- 1965 - Kiri no hata (霧の旗)
- 1966 - Un vagabondo di cui si sente la mancanza (なつかしい風来坊 Natsukashii fūraibō)
- 1967 - Kyu-chan no Dekkai Yume (九ちゃんのでっかい夢)
- 1970 - Kazoku (家族)
- 1976 - Otoko wa Tsurai yo: Torajirō Yūyake Koyake (男はつらいよ 寅次郎夕焼け小焼け)
- 1977 - Il fazzoletto giallo (幸福の黄色いハンカチ Shiawase no kiiroi hankachi)
- 1984 - Otoko wa Tsurai yo: Torajirō Shinjitsu Ichiro (男はつらいよ 寅次郎真実一路)
- 1986 - Ripresa finale (キネマの天地 Kinema no tenchi )
- 1988 - Downtown Heroes (ダウンタウン・ヒーローズ)
- 1991 - Musuko (息子)
- 1993 - Gakkō (学校)
- 1996 - Gakkō II (学校II)
- 1998 - Gakkō III (学校II)
- 2000 - 15-sai: Gakko IV (十五才 学校IV)
- 2002 - Il crepuscolo del samurai
- 2004 - The Hidden Blade
- 2006 - Love and Honor
- 2008 - Kabei - Our Mother
- 2010 - Kyoto Story
- 2010 - Otōto - Suo fratello
- 2013 - Tokyo Family
- 2014 - The Little House
- 2015 - Haha to kuraseba (母と暮せば)
- 2016 - Kazoku wa tsurai yo (家族はつらいよ)
- 2017 - Kazoku wa tsurai yo 2 (家族はつらいよ2)
- 2018 - Tsuma yo bara no yōni Kazoku wa tsurai yo III (妻よ薔薇のように 家族はつらいよIII)
- 2019 - Otoko wa tsurai yo Okaeri Tora-san (男はつらいよ お帰り 寅さん)
- 2021 - Kinema no kamisama (キネマの神様)
- 2023 - Kon'nichiwa, kaa-san (こんにちは、母さん)

### Sceneggiatore
- 1974 - Suna no utsuwa (砂の器), regia di Yoshitarō Nomura
- 1988 - Traviata giapponese (椿姫 Tsubaki Hime), regia di Yoshitaka Asama
- 2006 - Deguchi no nai umi (出口のない海), regia di Kiyoshi Sasabe